# Хурија Бенис Синасер
Хурија Бенис Синасер (енгл. Hourya Benis Sinaceur; Казабланка, 1940) је мароканска филозофкиња и стручњак за теорију и историју математике.

## Каријера
Рођена је 1940. године у Казабланку.
Радила је на Сорбони и Француском националном центру за научна истраживања у Паризу и УРС-у у Рабату. 
Била је члан Националног француског комитета за историју и филозофију науке.

## Књиге
Ауторка је следећих књига: 
- Corps et Modèles (1991), преведена на енглески језик Field and Models: From Sturm to Tarski and Robinson (Биркхојзер, 2003)[3][4][5][6]
- Functions and Generality of Logic: Reflections on Dedekind's and Frege's logicisms (Спрингер, 2015).[7]